# Edward Bach
Edward Bach (Moseley, 24 de setembre de 1886 – 27 de novembre de 1936) va ser un metge, homeòpata, bacteriòleg i escriptor espiritualista britànic, conegut per inventar el mètode guaridor amb elixirs de Flors de Bach, una forma de medicina alternativa basada en dilucions de dilucions d'infusions de flors i altres parts de plantes, barejades amb conyac o brandi. La majoria de les dades biogràfiques provenen d'un llibre publicat el 1940 per Nora Gray Weeks, la seva assistent i hereua principal, que va transformar la darrera casa on Bach va viure i treballar en Bach Center lucratiu, malgrat el desitg de Bach de donar la seva obra de guariment de franc a tota la humanitat.
Bach va viure els seus primers anys a Moseley, prop de Birmingham, estudià medicina a la University College Hospital, de Londres i va obtenir el Diploma de salut Pública (Diploma of Public Health) a Cambridge. L'any 1917 Bach va tenir un tumor maligne extret de la seva melsa. Li van pronosticar que només viuria tres mesos més, però es va recuperar i va morir 19 anys més tard. A partir de 1919, va treballar al London Homeopathic Hospital, on va ser influenciat per l'obra de Samuel Hahnemann. En aquest període va desenvolupar la seva teoria de les set nosodes (remeis) bacterians que es coneixen com els Set nosodes de Bach.
L'any 1930 va començar aplicant una nova forma de guariment, la dels remeis basada en solucions infinitesimals de decoccions florals mesclades amb brandi. No incloïa cap part de la planta sinó el que ell en deia el «patró d'energia de la flor», les «vibracions» de la qual pretenia captar amb un mètode de decocció que va descobrir per intuïció. Descriu els seus elixirs com un do de déus, que va descobrir per una mena de revelació. Al principi amb aquesta tècnica va tractar pacients de franc.